# Arno Mayer
Pour les articles homonymes, voir Mayer.
Arno Joseph Mayer, né le 19 juin 1926 et mort le 18 décembre 2023,, est un historien américain d'origine luxembourgeoise, spécialiste de l'Europe, de la diplomatie internationale et de la Shoah, professeur d'histoire à l'université de Princeton.

## Biographie
Arno Mayer naît dans une famille juive qui fuit aux États-Unis pendant l'invasion allemande du Luxembourg en mai 1940. Sa naturalisation américaine a lieu en 1944. Il suit ses études à l'Université Yale à partir de 1949 et présente une thèse en 1959, Wilson versus Lenin : political origins of the new diplomacy, consacrée aux bouleversements des relations internationales provoqués par la politique de Wilson d'une part, et la révolution russe d'autre part, à l'issue de la Première Guerre mondiale.
Son père est le fondateur du sionisme au Luxembourg. Se définissant comme marxiste, Arno Mayer se rend en Israël en 1950 pour faire l’expérience du collectivisme intégral dans un kibboutz marxiste. Il subit en raison de ses idées de nombreuses pressions dans le cadre de la chasse aux sorcières du maccarthisme.
Il occupe successivement les chaires d'histoire des universités de Wesleyenne (1952-1953), Brandeis (1954-1958), Harvard (1958-1961) et Princeton (qu'il occupe depuis 1961). En 1970, il passe une journée en prison, lors d’une action de désobéissance civile contre la participation d’un département de l'Université de Princeton à la guerre du Viêt Nam.

## Recherches
Dans Les Furies : Violence, vengeance, terreur aux temps de la Révolution française et de la Révolution russe, publié aux États-Unis en 2001, Arno Mayer cherche à rendre compte du caractère contingent de la terreur révolutionnaire, produit à la fois de l'effondrement des systèmes judiciaires en temps de guerre civile et des pressions internationales visant à rétablir « l'ancien régime ».
Arno Mayer, également chargé de cours au Collège de France, est finalement devenu aux États-Unis un historien très réputé.
Arno J. Mayer se range résolument parmi les fonctionnalistes dans ses travaux sur la Shoah, c'est-à-dire parmi les historiens considérant que la décision d'anéantir les Juifs n'a été prise qu'en 1941 — et même l'automne 1941, selon M. Mayer. Pierre Vidal-Naquet, dans sa préface à La « Solution finale » dans l’histoire, approuve cette analyse, mais critique la théorie de M. Mayer, selon laquelle les Einsatzgruppen n’ont fait que provoquer et encourager des pogromes dans les semaines qui ont suivi, à l'été 1941, le déclenchement en URSS de l'opération Barbarossa. Pierre Vidal-Naquet parle également de « faux pas » à propos d’une autre théorie de M. Mayer, selon laquelle, si tous les déportés non enregistrés à Auschwitz étaient bien tués, tous ne furent pas gazés. D’autres historiens ont porté des critiques beaucoup plus dures sur une partie de ses interprétations de la Shoah et ses choix de bibliographie pour La Solution finale dans l’histoire (ne pas mentionner le rapport Gerstein, mais faire figurer un ouvrage de Paul Rassinier) qui ont été très vivement critiqués, par Lucy S. Dawidowicz notamment.

## Publications

### Ouvrages en anglais
- Political Origins of the New Diplomacy, 1917-1918, 1959.
- Politics and Diplomacy of Peacemaking : Containment and Counter-Revolution at Versailles, 1918-1919, Knopf, New York, 1967, 918 p.
- Dynamics of Counter-Revolution in Europe, 1870-1956 : An Analytical Framework, 1971.
- The Persistence of the Old Regime: Europe to the Great War (New York, NY : Pantheon Books, 1981).  (ISBN 978-0-394-51141-2).
- Why Did the Heavens Not Darken? The “Final Solution” in History (New York, NY : Pantheon Books, 1988).  (ISBN 978-0-394-57154-6).
- The Furies: Violence and Terror in the French and Russian Revolutions (Princeton, New Jersey : Princeton University Press, 2001).  (ISBN 0-691-09015-7).
- Plowshares into Swords: From Zionism to Israel (Londres : Verso, 2008).  (ISBN 978-1-84467-235-6).

### Ouvrages en français
- La Persistance de l'Ancien Régime : L'Europe de 1848 à la Grande Guerre [« The Persistence of the Old Regime: Europe to the Great War »], Flammarion, 1983, 350 p. (ISBN 978-2-08-211132-4)
- La « Solution finale » dans l’histoire [« Why Did the Heavens Not Darken? The “Final Solution” in History »], La Découverte, 2002, 568 p. (ISBN 978-2-7071-3680-0)
- Les Furies : 1789-1917 Violence Vengeance Terreur [« The Furies: Violence and Terror in the French and Russian Revolutions »], Fayard, 2002, 650 p. (ISBN 978-2-213-61169-3)
- L'Autre Amérique : Les Américains contre l'état de guerre, Textuel, 2002, 248 p. (ISBN 978-2-84597-054-0) (recueil d'articles de Judith Butler, Noam Chomsky, Angela Davis, Mike Davis, Ronald Dworkin, Naomi Klein, Michael Mann, Manning Marable, Edward Saïd, Jeffrey Saint Clair, Gore Vidal, Immanuel Wallerstein, Michael Yates et Howard Zinn)
- De leurs socs, ils ont forgé des glaives : Histoire critique d'Israël [« Plowshares into Swords: From Zionism to Israel »] (trad. de l'anglais), Paris, Fayard, 2009, 644 p. (ISBN 978-2-213-63733-4)

### Articles majeurs
- (en-US) « Post-War Nationalisms, 1918-1919 » dans Past and Present, vol. 34, 1966, p. 114-126.
- (en-US) « Lower Middle Class as Historical Problem » dans Journal of Modern History, vol. 47, 1975, p. 409-436.
- (en-US) « Internal Crisis and War Since 1870 » dans Revolutionary Situations in Europe, 1917-22, 1977.
- (en-US) « Memory and History : On the Poverty of Forgetting and Remembering about the Judocide », dans Radical History Review, vol. 56, 1993, p. 5-20.